# Маклино
Маклино (рос. Маклино) — село в Малоярославецькому районі Калузької області Російської Федерації.
Населення становить 937 осіб. Входить до складу муніципального утворення Село Маклино.

## Історія
Від 2004 року входить до складу муніципального утворення Село Маклино.

## Населення
| 2002 | 2010 |
| ---- | ---- |
| 752  | ↗937 |